# Johnsville
|  | No s'ha de confondre amb St. Johnsville. |

Johnsville és una concentració de població designada pel cens dels Estats Units d'Amèrica a l'estat de Califòrnia.

## Demografia
Segons el cens del 2000, Johnsville tenia 21 habitants, 12 habitatges, i 3 famílies. La densitat de població era de 0,6 habitants/km².
Per edats la població es repartia de la següent manera: un 19% tenia menys de 18 anys, un 4,8% entre 18 i 24, un 23,8% entre 25 i 44, un 47,6% de 45 a 60 i un 4,8% 65 anys o més.
L'edat mediana era de 46 anys. Per cada 100 dones de 18 o més anys hi havia 112,5 homes.
La renda mediana per habitatge era de 6.042 $ i la renda mediana per família de 0 $. Els homes tenien una renda mediana de 0 $ mentre que les dones 48.750 $. La renda per capita de la població era de 8.030 $. Entorn del 100% de les famílies i el 86,5% de la població estaven per davall del llindar de pobresa.

## Poblacions properes
El següent diagrama mostra les poblacions més properes.